# Tony Visconti
Tony Visconti, född 24 april 1944 i Brooklyn, New York, är en amerikansk musiker och skivproducent.
Tony Visconti fick utbildning i klassisk musik under sin barndom men under sina tonår spelade han gitarr i olika rock and roll-band, bas i skolorkestern och tuba i ett brassband. Som 15-åring påbörjade han sin professionella musikkarriär i bandet Ricardo and the Latineers. Under några år spelade han bas och gitarr på klubbar, kabaréer och på loungespelningar. 1967 spelade han in singeln Long Hair tillsammans med sin dåvarande fru Siegrid. När musikkarriären inte vill ta fart börjar han i stället som producent för the Richmond Organisation.
Det var arbetet som producent som gjorde att han träffade på den engelske producenten Denny Cordell år 1968. Han assisterade Cordell vid en inspelning med jazzsångaren Georgie Fame och följde sedan med Cordell till London där han fick samarbeta med den tidens mest populära brittiska musiker. Det var som producent åt T. Rex som karriären verkligen fick fart. Sedan följde ett samarbete med David Bowie, med början på Space Oddity (1969), som är det som har gjort honom mest känd. Han var producent till många av Bowies skivor som gavs ut under 1970-talet. Bowie bröt kontakten med Visconti helt, efter att denne uttalat sig negativt om Bowies privatliv vid ett flertal tillfällen. Visconti anser att Bowie är en offentlig person och man därför har rätt att upplysa pressen om dennes turer. Han producerade även album med Mary Hopkin (som han senare gifte sig med), Gentle Giant, The Strawbs, Badfinger, Osibisa, Sparks, Thin Lizzy med flera. 
Under 1980- och 1990-talen fortsatte han att producera skivor åt Orchestral Manoeuvres in the Dark (O.M.D.), Adam and the Ants, The Alarm, The Moody Blues och Paul McCartney. Under 2000-talet hittade Bowie och Tony Visconti åter tillbaka till varandra och samarbetade med albumen Heathen och Reality. Han har även samarbetat med bland annat Prefab Sprout, Placebo, Morrissey och Arvingarna.
Tony Visconti var 1989-2000 gift med May Pang, som tidigare varit John Lennons assistent och sekreterare och därtill även älskarinna.